# Amor sin fronteras
Amor sin fronteras é uma telenovela colombiana produzida pela RCN Televisión e exibida pelo Canal A, cuja transmissão ocorreu em 1992.

## Elenco
- Mariano Álvarez - Carlos Ruiz
- Luly Bossa
- Lucy Mendoza